# Urupuyu
Genre
Urupuyu est un genre d'araignées aranéomorphes de la famille des Salticidae.

## Distribution
Les espèces de ce genre sont endémiques d'Équateur.

## Liste des espèces
Selon World Spider Catalog (version 18.0, 25/05/2017) :
- Urupuyu antisana Ruiz & Maddison, 2015
- Urupuyu edwardsi Ruiz & Maddison, 2015
- Urupuyu occidentale Ruiz & Maddison, 2015

## Publication originale
- Ruiz & Maddison, 2015 : The new Andean jumping spider genus Urupuyu and its placement within a revised classification of the Amycoida (Araneae: Salticidae). Zootaxa, no 4040(3), p. 251-279.